# Rudolf Mössbauer
Rudolf Ludwig Mössbauer (Munique, 31 de janeiro de 1929 — Grünwald, 14 de setembro de 2011) foi um físico alemão.
Foi laureado com o Nobel de Física de 1961, por pesquisas relativas à ressonância de absorção de radiação gama e descoberta do efeito Mössbauer.

## Biografia
Rudolf Ludwig Mössbauer realizou a sua educação elementar em Munique e a sua graduação na Universidade Técnica de Munique, em 1952. Obteve um doutorado em 1958, no mesmo ano em que apresentou a descoberta do efeito Mössbauer. Estas pesquisas, que o consagraram, foram realizadas quando desenvolvia os trabalhos de pós-graduação em Heidelberg, no Instituto Max-Planck para Pesquisas Médicas.
Sentindo dificuldades administrativas para a realização de suas pesquisas em Munique, resolveu ir trabalhar como professor de física no Instituto de Tecnologia da Califórnia, nos Estados Unidos, de 1961 a 1964. Voltou a lecionar de 1965 a 1971 na Universidade Técnica de Munique e foi indicado diretor de 1972 a 1977 do Instituto Laue-Langevin, em Grenoble.